# Сіоя (танкер)
Сіоя (танкер) (Shioya) — танкер Імперського флоту Японії, який під час Другої світової війни брав участь у операціях японських збройних сил на Тихому океані.
Судно спорудили у 1943 році на верфі Mitsubishi Heavy Industries у Нагасакі. «Сіоя» міг перевозити 2320 тон бензину та 880 тон боєприпасів. Оскільки корабель належав до війського-морського флоту, він отримав підсилене захисне озброєння із двох 127-мм гармат та двох 25-мм зенітних автоматів.
31 грудня 1943-го «Сіоя» вийшов з японського порту Моджі в конвої HI-29, разом з яким 9 січня 1944-го досягнув Маніли. Конвої типу «HI» ходили між метрополією та Сінгапуром,проте «Сіоя» рушив з Маніли 10 січня у іншому конвої, який 15 січня прибув до Балікпапану (один з центрів нафтовидобутку на східному узбережжі Борнео). 23 січня «Сіоя» полишив Балікпапан, побував у портах Замбоанга та Давао на півдні філіппінського острова Мінданао, а 5 лютого прибув до Маніли.
8 – 19 лютого 1944-го танкер здійснив другий круговий рейс між Манілою та Балікпапаном, а потім 20 – 28 лютого прослідував до японського порту Сасебо.
19 березня – 3 квітня 1944-го «Сіоя» пройшов в конвої з Сасебо да Балікпапану, потім 10 – 13 квітня прослідував до Маніли, протягом кількох наступних тижнів побував у Таві-Таві (біля північно-схіного завершення Борнео в південній частині архіпелагу Сулу, де японці вирішили організувати стоянку головних сил флоту, які б в таком випадку перебували поблизу нафтовидобувних районів Борнео), в Голо (центральна частина архіпелагу Сулу), Таракані (ще один центр нафтовидобутку на східному узбережжі Борнео) та 29 квітня знову прибув до Балікпапану.
4 – 16 травня 1944-го «Сіоя» здійснив круговий рейс з Балкпапану до ряду островів філіппінського архіпелагу із відвіданням Давао, Замбоанги та Себу (в центральній частині архіпелагу).
23 травня – 3 червня 1944-го танкер здійснив черговий круговий рейс з Балікпапану, на цей раз із відвудуванням лише Давао. При цьому 24 травня американський підводний човен USS Cabrilla випустив по японському загону («Сіоя» слідував під охороною тральщика W-30) шість торпед, проте не досягнув влучань. Японські кораблі провели так-само безрезультатну контратаку та скинули кілька десятків глибинних бомб (з них 8 скинув «Сіоя»).
7 червня 1944-го танкер полишив Балікпапан. У другій половині 8 червня в південній частині моря Сулавесі американський підводний човен USS Rasher виявив «Сіоя», що прямував у супроводі мисливця за підводними човнами CH-5. З субмарини випустили 6 торпед та змогли уразити «Сіоя», при цьому здетонували боєприпаси. Танкер затонув, загинув 91 член екіпажу.